# Šuja (Ivanovská oblast)
Šuja (rusky Шуя) je město v Ivanovské oblasti Ruské federaci. Při sčítání lidu v roce 2010 měla bezmála šedesát tisíc obyvatel.

## Poloha a doprava
Šuja leží na řece Těze, levém přítoku Kljazmy v povodí Volhy. Od Ivanova, správního střediska oblasti, je vzdálena přibližně 32 kilometrů jihovýchodně, od Moskvy, hlavního města celé federace, přibližně 300 kilometrů severovýchodně. Nejbližší jiné město je Kochma přibližně dvacet kilometrů severozápadně od Šuji.
Ze Šuji vede silnice na severozápad do Ivanova, na jih do Kovrova, na východ do Nižního Novgorodu a na sever přes Rodniki a Vičugu do Kiněšmy.
Ze severozápadu z Ivanova vede do Šuji železniční trať, která dále pokračuje na jih do Kameškova.

## Dějiny

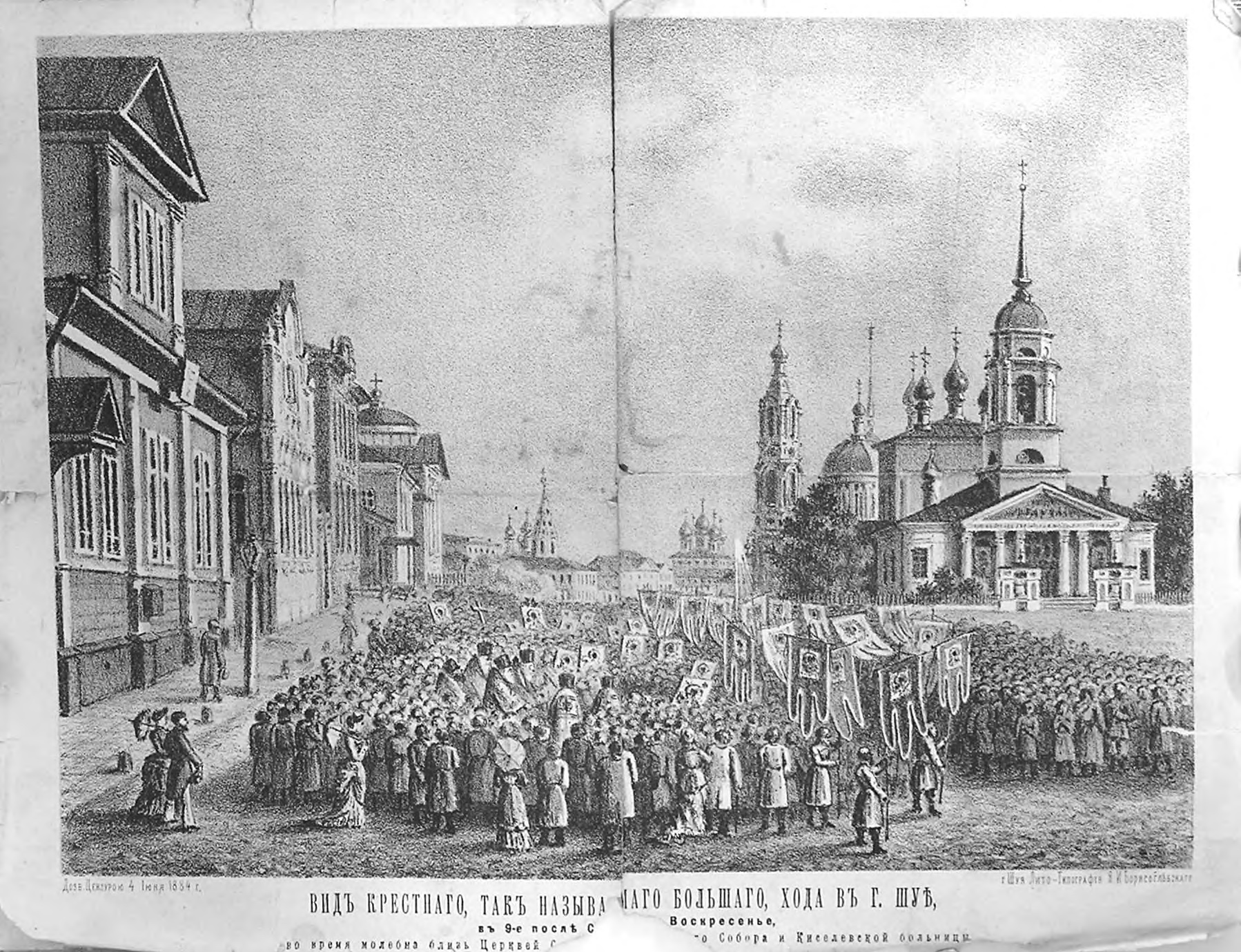
Velké procesí v Šuji

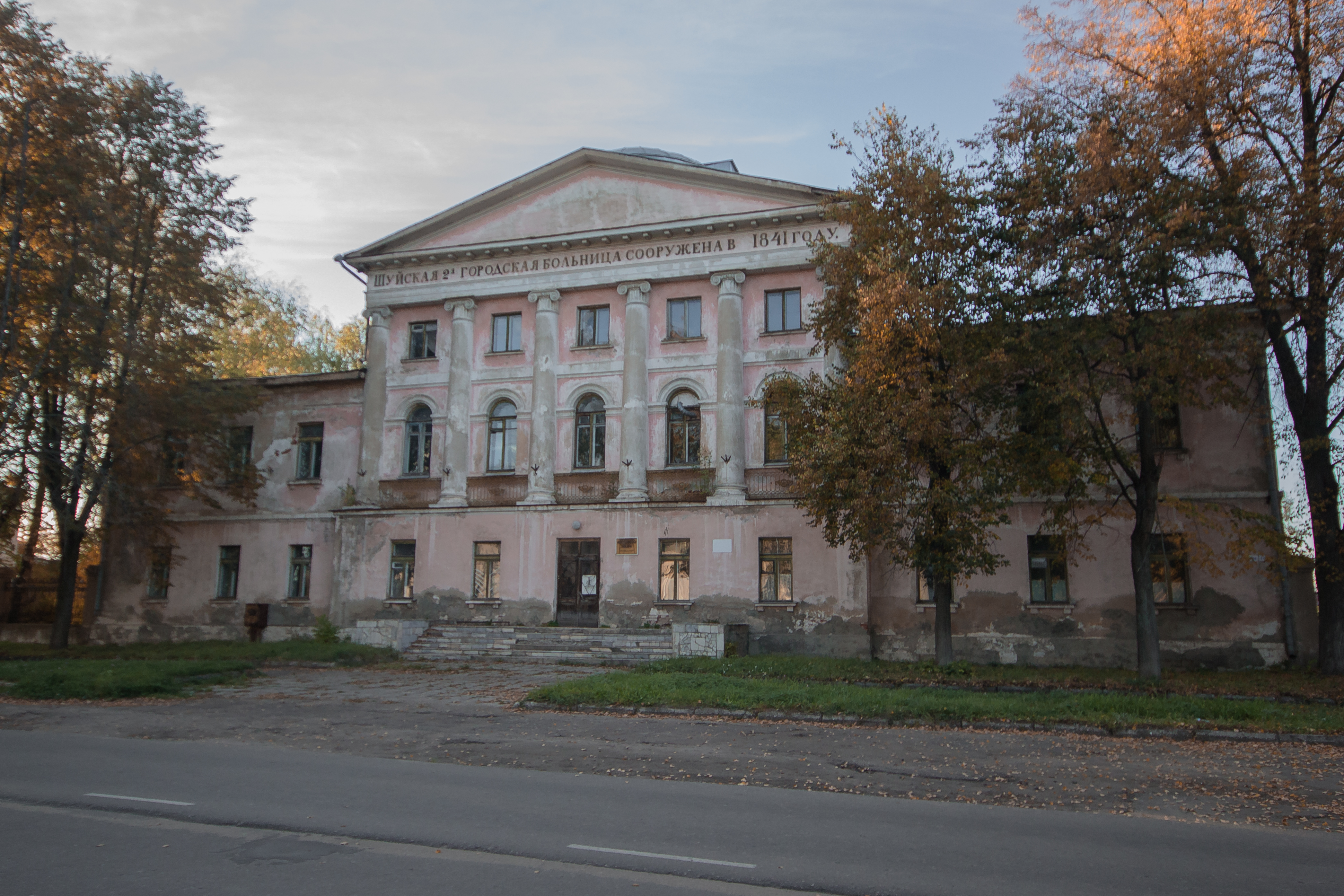
Bývalá městská Kiseljovská nemocnice z roku 1841, památka Ruské federace

Nejstarší osídlení zde mohli založit již ugrofinské kmeny Čudů a Merjů. První písemná zmínka v souvislosti s městem je ovšem až z roku 1403, kdy je zmíněna rodina šlechtická rodina Šujských. Samo město Šuja je zmíněno až v roce 1539 v Nikonovském letopise jako jedno z měst zničených nájezdem kazaňského chána Safa Geraje.

### Rodáci
- Ljudmila Ivanovna Černychová (1935–2017), astronomka
- manželé Vasiljevovi – Valentina Vasiljevová a Fjodor Vasiljev (18. století) – s 69 dětmi celosvětoví rekordmani v počtu dětí
- Šujští - šlechtický rod spjatý s městem